# Tom Price (Australien)
Tom Price ist eine Kleinstadt im Nordwesten von Western Australia. Sie liegt in der Pilbara Region am südlichen Rande der Hamersley Range. Sie liegt etwa 250 Kilometer im Landesinneren und ist die höchstgelegene Stadt in Westaustralien mit einer Höhe von 747 m über dem Meeresspiegel.

Eisenerzmine bei Tom Price

Tom Price wurde in den 1960er Jahren als Bergbaustadt gegründet und hat 2.721 Einwohner. Größter Arbeitgeber ist die weltweit tätige Bergbaugesellschaft Rio Tinto Group, welche einige Kilometer außerhalb der Stadt eine gewaltige Eisenerzmine betreibt. Diese Mine und die starke Nachfrage nach Rohstoffen in den letzten Jahren haben dafür gesorgt, dass Tom Price heute eine sehr wohlhabende Stadt ist. Das Durchschnittseinkommen der Beschäftigten von Rio Tinto liegt über dem australischen Durchschnitt. Rio Tinto lockt auch viele junge Fachkräfte in den Ort, wodurch das Durchschnittsalter der Einwohner von Tom Price heute unter 30 Jahren liegt.
Der Ort liegt an der Bahnstrecke Dampier–Tom Price–Paraburdoo, die dem Abtransport des Erzgesteins dient.
Tom Price als Stadt ist aus touristischer Sicht eher uninteressant, bietet jedoch in der näheren Umgebung einige Attraktionen. Die bekannteste ist sicher der Karijini National Park, welcher sich in östlicher Richtung bis wenige Kilometer vor die Stadt erstreckt. Eine weitere Attraktion ist Mount Nameless. Dieser Berg südwestlich der Stadt darf mit Allradfahrzeugen befahren werden.

## Klima
|                   | Jan  | Feb   | Mär  | Apr  | Mai  | Jun  | Jul  | Aug | Sep | Okt | Nov  | Dez  |   |       |
|                   |      |       |      |      |      |      |      |     |     |     |      |      |   |       |
| Niederschlag (mm) | 73,2 | 101,7 | 60,5 | 31,0 | 20,3 | 25,4 | 15,3 | 6,0 | 2,5 | 3,4 | 11,7 | 37,6 | Σ | 388,6 |
|                   |      |       |      |      |      |      |      |     |     |     |      |      |   |       |
| Regentage (d)     | 8,3  | 9,0   | 7,1  | 4,2  | 3,0  | 3,8  | 2,5  | 1,1 | 1,1 | 1,2 | 2,5  | 4,9  | Σ | 48,7  |

|  |

|  |

|  |

|  |

|  |

|  |

|  |

|  |

|  |

|  |

|  |

|  |

|  |

|  |

|  |

|  |

|  |

|  |

|  |

|  |

|  |

|  |

|  |

|  |